# The Tokyo Tapes
The Tokyo Tapes  è un album di Steve Hackett registrato dal vivo con la cosiddetta formazione Steve Hackett Electric Band, un supergruppo progetto dello stesso chitarrista con musicisti già molto noti al momento senza band stabile: John Wetton (King Crimson, Asia), Julian Colbeck, (ABWH), Chester Thompson, (The Mothers of Invention, Santana), Ian McDonald, (King Crimson, Foreigner).

## Brani
Il live contiene brani dei Genesis, dei King Crimson e degli Asia, nonché delle carriere soliste di Steve Hackett e John Wetton.

## Tracce
Disco 1
1. "Watcher of the Skies" (Banks, Rutherford, Hackett, Gabriel, Collins) – 8:59 [Genesis]
2. "Riding the Colossus" (Hackett) – 3:32 [Solo Steve Hackett]
3. "Firth of Fifth" (Banks, Collins, Hackett, Rutherford, Gabriel) – 9:32 [Genesis]
4. "Battlelines" (Wetton, Marlette, Mitchell) – 6:43 [Solo John Wetton]
5. "Camino Royale" (Hackett, Magnus) – 9:06 [Solo Steve Hackett]
6. "The Court of the Crimson King" (McDonald, Sinfield) – 7:39 [King Crimson]
7. "Horizons" (Hackett) – 1:53 [Genesis/Solo Steve Hackett]
8. "Walking Away from Rainbows" (Hackett) – 3:47 [Solo Steve Hackett]
9. "Heat of the Moment" (Wetton, Downes) – 4:06 [Asia]

Disco 2
1. "...In That Quiet Earth'" (Hackett, Rutherford, Banks, Collins) – 4:02 [Genesis]
2. "Vampyre With a Healthy Appetite" (Hackett) – 7:23 [Solo Steve Hackett]
3. "I Talk to the Wind" (McDonald, Sinfield) – 5:37 [King Crimson]
4. "Shadow of the Hierophant" (Hackett, Rutherford) – 7:14 [Solo Steve Hackett]
5. "Los Endos" (Banks, Collins, Rutherford, Hackett) – 6:54 [Genesis]
6. "Black Light" (Hackett) – 2:30 [Solo Steve Hackett]
7. "The Steppes" (Hackett) – 6:48 [Solo Steve Hackett]
8. "I Know What I Like" (Hackett, Banks, Rutherford, Collins, Gabriel) – 5:51 [Genesis]
9. "Firewall" (Hackett) [Studio Track] – 4:41
10. "The Dealer" (Hackett) [Studio track] – 4:23
11. "Los Endos" (Hackett) ['Revisited' Studio Version] 8:52

## Formazione
- John Wetton, voce, basso
- Steve Hackett, chitarra, armonica, voce
- Ian McDonald, tastiera, flauto, sassofono, chitarra acustica, voce
- Julian Colbeck, tastiera
- Chester Thompson, batteria